# Dave Albritton
Dave Albritton (eigentlich David Donald Albritton; * 13. April 1913 in Danville, Alabama; † 15. Mai 1994 in Dayton, Ohio) war ein US-amerikanischer Hochspringer.
Er gehörte an der Ohio State University derselben Studentenvereinigung an wie Jesse Owens, der auch aus Alabama stammte, und nahm wie dieser an den Olympischen Spielen 1936 in Berlin teil.
Beim nationalen Ausscheidungskampf am 12. Juli 1936 in New York gewannen die beiden Hochspringer Cornelius Johnson und Albritton gemeinsam mit der Weltrekordhöhe von 2,07 m. Während Johnson den zu dieser Zeit üblichen Western Roll sprang, war Albritton der erste Weltrekordler im Straddle-Stil.
Beim olympischen Hochsprung in Berlin gewann Johnson Gold mit olympischem Rekord von 2,03 m vor Albritton, der wie Delos Thurber (Bronze) und Kalevi Kotkas (Platz 4) 2,00 m übersprang, wobei Albritton das Stechen für sich entschied.
Albritton gewann 1936–1938 und 1945–1947 den AAU-Titel im Hochsprung, wobei er sich 1936, 1938 und 1945 den Titel mit einem anderen Hochspringer teilte. 1960 wurde er als Republikaner ins Repräsentantenhaus von Ohio gewählt, dem er von 1961 bis 1972 angehörte.